# Bundestreue (Religion)
Mit Bundestreue bezeichnet man in Judentum und Christentum sowohl die Treue Gottes zum Bund mit Israel als auch die Treue der Menschen zu jenem Bund. Letztere zeigt sich dadurch, dass die Gesetze und Weisungen des Bundes eingehalten werden, wie sie in der Tora notiert sind.

## Altes Testament
Im Alten Testament, genauer: im zweiten Buch Mose, dem Buch Exodus, schließt der Gott JHWH mit seinem Volk Israel einen Bund (ברית; bərît; berit). Mit diesem Bundesschluss wird die ganz besondere Beziehung zwischen JHWH und Israel manifestiert und beschrieben. Das Wort bezeichnet ein „intensives Treueverhältnis, betont den Aspekt der Vertrauenssicherheit der Zusagen Gottes und verstärkt den Charakter einer besonderen Garantie“. Außerdem wird durch diesen Bundesschluss ein Vertrag eingegangen. Diesem Vertrag, also dem Bund gegenüber können sowohl JHWH als auch das Volk ihre Treue (אֱמוּנָה; ’ämûnāh; emuna; die hebräische Wurzel אָמֵן findet sich auch in dem liturgischen Ausruf „Amen!“) zeigen, indem letztgenannte Gruppe sich gemäß der Weisungen und Gebote verhält und erstgenannter Gott die von ihm abgegebenen Versprechen einhält. (Im Buch Ijob verhält die namensgebende Figur sich bundestreu, wird jedoch von JHWH nicht belohnt, sondern bestraft. Am Ende des Buches jedoch erhält Ijob das doppelte seines Besitzes, da JHWH den eigenen Bruch der Bundestreue einsieht.)

## Neues Testament
Auch im Neuen Testament spielt jene Treue eine Rolle. Bereits in der Septuaginta, der griechischen Übersetzung des Alten Testaments, wurde אֱמוּנָה (emuna) in den meisten Fällen mit Formen der Wurzel πιστ- (pist-) wiedergegeben; dies setzt sich im Neuen Testament fort. Die griechischen Wörter pistos (treu), pistis (Treue) und pisteuein (treu sein) werden jedoch in den meisten Übersetzungen eher mit glaubend, Glaube, glauben übersetzt. Eine der wenigen Ausnahmen ist die Bibel in gerechter Sprache (vgl. dort u. a. die Übersetzung von Brigitte Kahl zum Galaterbrief).

## Heutige Relevanz des Wortes
Da der Begriff des Bundes in der Theologie mehr und mehr an Bedeutung verloren hat (dies zeigt u. a. der sinkende Umfang der Artikel zum Stichwort in den gängigen Fachlexika), werden auch zur Bundestreue heute nur noch wenige Überlegungen angestellt. Anders als noch vor einigen Jahrzehnten hat der Begriff in der Theologie heute nur noch eine nachrangige Bedeutung.